# Catherine Coleman
Catherine Grace Coleman ou Caddy Coleman est une astronaute américaine de la NASA née le 14 décembre 1960. Chercheuse en chimie, elle est sélectionnée par la NASA en 1992 dans le groupe d'astronaute 14 de la NASA. Elle a participé à deux missions de la navette spatiale américaine en tant que spécialiste de mission sur les vols STS-73 en 1995 et STS-93 en 1999. Fin 2010/2011 elle fait partie de l'équipage permanent de la station spatiale internationale en tant qu'ingénieure de vol dans le cadre de l'expédition 26/27.

## Biographie

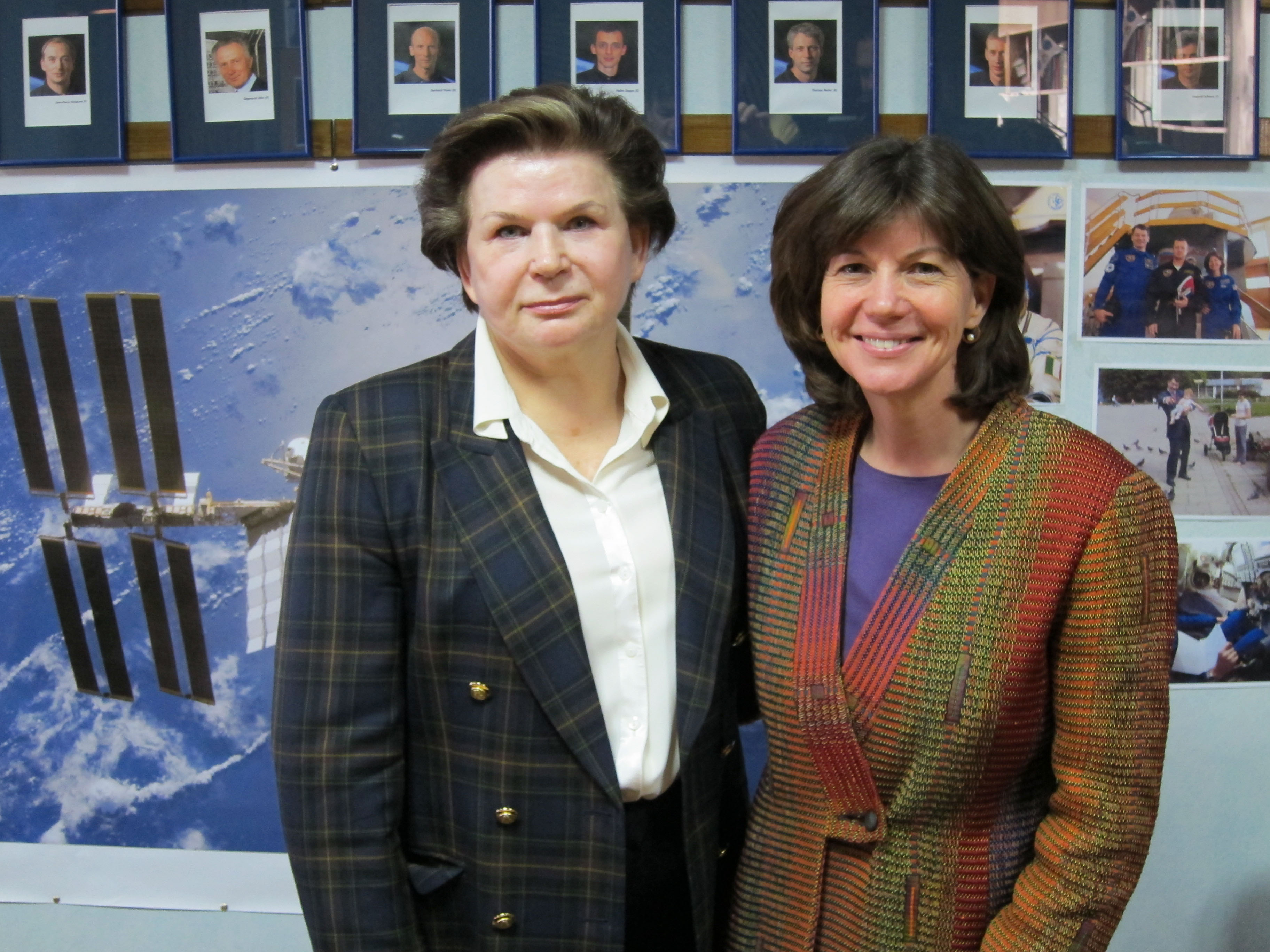
Catherine Coleman en compagnie de Valentina Tereshkova, première femme dans l'espace.

Catherine Coleman est née le 14 décembre 1960 à Charleston en Caroline du Sud. Catherine Coleman a une formation de chimiste : elle a effectué un premier cycle universitaire dans ce domaine au MIT (1983) et a obtenu un doctorat à l'université du Massachusetts sur les polymères. Elle effectue des recherches à compter de 1983 au sein de l'Armée de l'Air américaine sur des applications dans les domaines de l'optique, des ordinateurs de pointe et des systèmes de stockage de masse. Elle intervient en tant que spécialiste pour l'interprétation des données recueillies dans le cadre de l'expérience Long Duration Exposure Facility embarquée à plusieurs reprises sur des vols de la navette spatiale américaine entre 1984 et 1990 destinée à tester l'évolution des matériaux exposés au vide spatial. En plus de ses activités professionnelles, elle participe à titre volontaire à des expériences réalisées par la NASA destinées à tester la résistance à l'accélération en centrifugeuse et elle détient plusieurs records d'endurance dans ce domaine.
Catherine Coleman est sélectionnée comme astronaute par la NASA en 1992. Au sein du bureau des Astronautes, elle occupe plusieurs postes ; elle travaille initialement sur la certification des logiciels de l'avionique de la navette spatiale américaine puis sur la conception des expériences scientifiques embarquées pour s'assurer de leur fonctionnement en microgravité ; elle travaille également sur l'amélioration des conditions de vie à bord de la station spatiale internationale notamment sur le plan acoustique ; elle tient le poste de CAPCOM (interface entre l'équipage et le contrôle au sol) durant plusieurs années au cours de missions de la navette et de la station spatiale. Elle est également responsable de l'entrainement des astronautes sur les systèmes robotiques comme le bras CANADARM. En 2004, elle a participé à la simulation sous marine NEEMO 7 et est donc devenue aquanaute. En 2009 elle prend sa retraite de l'Armée de l'Air avec le rang de colonel.
Caddy Coleman prend sa retraite d'astronaute en juillet 2015.

## Vols réalisés
- Coleman est spécialiste de mission à bord de la navette spatiale américaine pour le vol STS-73, lancée le 20 octobre 1995. Cette mission consacrée à des activités scientifiques emporte le laboratoire Spacelab.
- Elle est spécialiste de mission senior pour la mission de la navette spatiale STS-93 lancée le 23 juillet 1999 : elle est chargée de déployer le télescope spatial Chandra.
- En 2011 elle fait partie de l'équipage permanent de la station spatiale internationale en tant qu'ingénieur de vol dans le cadre de l'expédition 26/27. Elle rejoint la station le 17 décembre 2010 à bord du vaisseau spatial Soyouz TMA-20. Elle quitte la station le 24 mai 2011 à bord du même vaisseau.

## Galerie
|                                                               |
| L'astronaute pendant la simulation NEEMO 7 (au premier plan). |

|                                                        |
| Coleman se lavant les cheveux pendant l'Expédition 26. |

| |
| Catherine Coleman joue ici de la flûte dans le module japonais Kibo de l'ISS le jour de la Saint Patrick. |

| |
| Caddy Coleman avec son collègue italien Paolo Nespoli dans la Cupola de l'ISS. Ils sont ici en train de piloter le bras robotique Canadarm 2 pour relocaliser le cargo HTV 2. |